# Karl von Müffling
Friedrich Karl Ferdinand Freiherr von Müffling, llamado Weiss (12 de junio de 1775-10 de enero de 1851), fue un mariscal de campo (Generalfeldmarschall) prusiano.

## Biografía
Nacido en Halle, Müffling entró en el Ejército prusiano en 1790.
En 1799 Müffling contribuyó al diccionario militar editado por el teniente W. von Leipziger, y en el invierno de 1802-03, siendo subalterno, fue seleccionado para el recién creado estado mayor como teniente-intendente. Ya había realizado trabajos de inspección de campo, y ahora se le puso al cargo de inspecciones rutinarias de campo bajo el astrónomo Franz Xaver von Zach, Barón von Zach (1754-1832). En 1805, cuando en vista de una guerra con Francia el ejército fue puesto en estado de guerra, Müffling fue promovido a capitán y asignado a los estados mayores, sucesivamente, del General von Wartensleben, del Príncipe Federico Luis de Hohenlohe-Ingelfingen y Gebhard Leberecht von Blücher.
En 1806 Müffling sirvió a las órdenes de Hohenlohe, el Gran Duque Carlos Augusto de Sajonia-Weimar-Eisenach, y Blücher, y fue incluido en la capitulación del cuerpo de este último en Ratekau el 7 de noviembre de 1806, el día después de la batalla de Lübeck. Después de estos hechos entró en el servicio civil del Duque de Weimar. Se reincorporó al ejército al estallar la Guerra de Liberación en 1813, y fue situado en el cuartel general del ejército en Silesia. Sus cualidades para los negocios y sentido común fueron valorados en gran medida, aunque diferencias temperamentales entre Müffling y August von Gneisenau a menudo llevaron a fricción, especialmente en tanto que este último era en una medida el representante de la anticuada escuela topográfica de estrategas, a quienes (ciertamente en lo principal) se les atribuía el desastre de la batalla de Jena. En el intervalo entre la primera ocupación de París y los Cien Días, Müffling sirvió como jefe del estado mayor del general ruso Michael Andreas Barclay de Tolly y del General Friedrich Graf Kleist von Nollendorf. Fue comisario prusiano en el cuartel general del Duque de Wellington en la campaña de Waterloo, y estuvo envuelto en varias controversias que se centraron en torno a los acontecimientos de la batalla de Waterloo el 18 de junio de 1815.
Después de la caída final de Napoleón Müffling sirvió en el estado mayor del ejército de ocupación en Francia y fue por algunos meses gobernador militar de París. Pasó un parte de su tiempo en el Rin en trabajos de inspección de campo, y estuvo empleado por el rey Federico Guillermo III en varias misiones diplomáticas. En 1821 se convirtió en jefe del estado mayor en Barlín, y aunque fue acusado de dedicarse a su gusto por el trabajo topográfico a expensas de entrenarse para la guerra, su trabajo no fue en balde, proporcionando una excelente organización para el estado mayor, y ejecutó elaboradas y útiles encuestas de campo. En 1829 visitó Constantinopla y San Petersburgo en conexión con negociaciones para la paz entre Rusia y Turquía. Tomó parte prominente en la historia civil y militar de Prusia, y desde 1838 hasta 1847 fue gobernador de Berlín. También fue el inventor de un sistema de representación de relieves de mapas y cartográficos. La decadencia de su salud le obligó a retirarse en el último año, y murió el 10 de enero de 1851 en su finca de Ringhofen, cerca de Berlín.

## Familia
Karl von Müffling se casó con Wilhelmine von Schele-Scheelenburg (1775-1836) en 1799. La pareja tuvo tres hijos:
- Barón Eduard (1801-1887), señor de Ringhofen, consejero privado, el 18 de julio de 1829 se casó con su prima la baronesa Emma von Müffling (1809-1830) hija del barón Wilhelm von Müffling (1778-1858), general de infantería de Prusia, y de su esposa Johanna Wilhelmine Charlotte Wucherer (1785-1809), el matrimonio terminó en divorcio.

Contrajo matrimonio posteriormente el 3 de agosto de 1832 con Luise von Schwartz (1805-1834) de la que enviudó en 1834, se casó por última vez el 9 de septiembre de 1838 con Hedwig von Bernstorff (1805-1883).
- Baronesa Ottilie (1802-1862), se casó el 23 de mayo de 1831 con Hermann von Estorf (1806-1878), capitán del ejército prusiano.

- Baronesa Pauline (1803-1886), se casó el 23 de junio de 1822 con el conde Adolf von Westarp (1796-1850), teniente coronel del ejército prusiano.

## Obras
Bajo las iniciales de C(arl) von W(eiss), Muffling escribió varias obras importantes sobre historia y el arte militar:
- Operations plan der preuss-sächs. Armee 1800 (Weimar, 1807)
- marginalia on the archduke Charles's Grundsätze der höheren Kriegskunst für die Generäle der österreichischen Armee
- marginalia on Rühle von Lilienstern's Bericht über die Vorgänge bei der Hohenloheschen Armee 1806
- Die preussisch-russische Kampagne bis zum Waffenstillstande 1813 (Berlín, 1813)
- Geschichte der Armeen unter Wellington und Blücher 1819 (Stuttgart, 1817)
- Zur Kriegsgesch. der Jahre 1813-1814: die Feldzüge der schlesischen Armee von des Beendigung des Waffenstillstandes bis zur Eroberung von Paris (Berlín, 1824)
- Betrachtungen über die grossen Operationen und Schlachten 1813-1815 (Berlín, 1825)
- Napoleons Strategie 1813 (Berlín, 1827)
- Un ensayo sobre las carreteras romanas en el bajo Rin (Berlín, 1834).

Sus memorias:
- Aus meinem Leben (Berlín, 1851).
- Narrative of my Missions to Constantinople and St. Petersburg, in the Years 1829 and 1830 (London, 1855); traducido al inglés por David Jardine.